# Ophthalmis swinhoei
Ophthalmis swinhoei är en fjärilsart som beskrevs av Semper 1899. Ophthalmis swinhoei ingår i släktet Ophthalmis och familjen nattflyn. Inga underarter finns listade i Catalogue of Life.